# Линейная алгебраическая группа
Линейная алгебраическая группа — это подгруппа группы обратимых {\displaystyle n\times n} матриц (по умножению), которые определены полиномиальными уравнениями. Примером является ортогональная группа, определённая отношением {\displaystyle M^{T}M=1}, где {\displaystyle M^{T}} является транспонированной матрицей M.
Многие группы Ли можно рассматривать как линейные алгебраические группы над полем вещественных или комплексных чисел. (Например, любая компактная группа Ли может рассматриваться как линейная алгебраическая группа над {\displaystyle \mathbb {R} }, как и многие некомпактные группы, такие как простая группа Ли {\displaystyle SL(n,\mathbb {R} )}.) Простые группы Ли классифицировали Вильгельм Киллинг и Эли Жозеф Картан в 1880-х и 1890-х годах. В то время не придавали значения факту, что структура группы может быть определена многочленом, то есть, что это алгебраические группы. Основателями теории алгебраических групп были Маурер, Клод Шевалле и Колчин. В 1950-х годах Борель построил бо́льшую часть теории алгебраических групп в современном виде.
Одним из первых использований теории стало определение группы лиева типа.

## Примеры
Для натурального n полная линейная группа GL(n) над полем k, состоящая из всех обратимых {\displaystyle n\times n} матриц, является линейной алгебраической группой над k. Она содержит подгруппы:
{\displaystyle U\subset B\subset GL(n)},
состоящие из матриц вида
{\displaystyle \left({\begin{array}{cccc}1&*&\dots &*\\0&1&\ddots &\vdots \\\vdots &\ddots &\ddots &*\\0&\dots &0&1\end{array}}\right)} и {\displaystyle \left({\begin{array}{cccc}*&*&\dots &*\\0&*&\ddots &\vdots \\\vdots &\ddots &\ddots &*\\0&\dots &0&*\end{array}}\right)}.
Группа {\displaystyle G_{m}=GL(1)} называется мультипликативной группой. То есть группа {\displaystyle G_{m}(k)} является группой k* ненулевых элементов поля k по умножению. Аддитивная группа {\displaystyle G_{a}}, с {\displaystyle G_{a}(k)=k} (по сложению), может быть выражена как группа матриц, например как подгруппа U в GL(2):
{\displaystyle {\begin{pmatrix}1&*\\0&1\end{pmatrix}}.}
Эти два основных примера коммутативных линейных алгебраических групп, мультипликативных и аддитивных, ведут себя очень различно в терминах их линейных представлений (как алгебраические группы). Любое представление мультипликативной группы {\displaystyle G_{m}} является прямой суммой неприводимых представлений. (Все их неприводимые представления имеют размерность 1 и имеют вид {\displaystyle x\mapsto x^{n}} для целого n.) В отличие от мультипликативной группы единственным неприводимым представлением аддитивной группы {\displaystyle G_{a}} является тривиальное представление. Так что любое представление {\displaystyle G_{a}} (такое как 2-мерное представление выше) является итерированным расширением тривиальных представлений, не прямой суммой (если представление не тривиально). Структурная теория линейных алгебраических групп анализирует любую линейную алгебраическую группу в терминах этих двух базисных групп и их обобщений, торов и унипотентных групп.

## Определения
Для алгебраически замкнутого поля k значительная часть структуры алгебраического многообразия X над k закодирована в его множестве X(k), где k- рациональные точки, которое позволяет элементарное определение линейной алгебраической группы. Определим сначала функцию из абстрактной группы GL(n,k) в k как регулярную, если её можно записать как многочлен от элементов {\displaystyle n\times n} матрицы A и от 1/det(A), где det означает определитель. Тогда линейная алгебраическая группа G над алгебраически замкнутым полем k — это подгруппа G(k) абстрактной группы GL(n,k) для некоторого натурального n такая, что G(k) определена путём присвоения к нулю некоторого набора регулярных функций.
Для произвольного поля k алгебраическое многообразие над k определяется как специальный случай схем над k. На этом языке линейная алгебраическая группа G над полем k — это гладкая замкнутая схема подгруппы группы GL(n) над k для некоторого натурального n. В частности, G определена путём присвоения нулю некоторому набору регулярных функций в GL(n) над k и эти функции должны иметь свойство, что для любой коммутативной k-алгебры R G(R) является подгруппой абстрактной группы GL(n,R). (Такая алгебраическая группа G над k не просто абстрактная группа G(k), а скорее целое семейство групп G(R) для коммутативных k-алгебр R; это философия описания схемы её функтором точек.)
На другом языке имеется понятие гомоморфизма линейных алгебраических групп. Например, если k алгебраически замкнуто, гомоморфизм из {\displaystyle G\subset GL(m)} в {\displaystyle H\subset GL(n)} является гомоморфизмом абстрактных групп {\displaystyle G(k)\to H(k)}, который определяется регулярными функциями на G. Это переводит линейные алгебраические группы над k в категорию. В частности, это определяет, что означает для двух линейных алгебраических групп быть изоморфными.
На языке схем линейная алгебраическая группа G над полем k является, в частности, групповой схемой над k, означая схему над k вместе с k-точкой {\displaystyle 1\in G(k)} и морфизмами
{\displaystyle m\colon G\times _{k}G\to G,\;i\colon G\to G}
над k, которые удовлетворяют обычным аксиомам умножения (ассоциативность, тождественность, обратимость). Линейная алгебраическая группа является также гладкой и конечной над k и она является аффинной (как схема). Обратно, любая аффинная групповая схема G конечного типа над полем k имеет точное представление в GL(n) над k для некоторого n. Примером служит вложение аддитивной группы {\displaystyle G_{a}} в GL(2) как упоминалось выше. Как результат, можно рассматривать линейные алгебраические группы либо как группы матриц, либо более абстрактно, как гладкие аффинные групповые схемы над полем. (Некоторые авторы используют термин «линейная алгебраическая группа» для любой аффинной групповой схемы конечного типа над полем.)
Для полного понимания линейных алгебраических групп можно рассмотреть более общие (негладкие) групповые схемы. Например, пусть k будет алгебраически замкнутым полем характеристики p > 0. Тогда гомоморфизм {\displaystyle f\colon G_{m}\to G_{m}}, определённый выражением {\displaystyle x\mapsto x^{p}} порождает изоморфизм абстрактных групп {\displaystyle k^{\ast }\to k^{\ast }}, но f не является изоморфизмом алгебраических групп (поскольку {\displaystyle x^{\tfrac {1}{p}}} не является регулярной функцией). На языке схем групп ясна причина, почему f не является изоморфизмом — f сюръективна, но имеет нетривиальное ядро, а именно, групповую схему {\displaystyle \mu _{p}} корней p-ой степени от единицы. Эта проблема не возникает при характеристике нуль. Более того, любая групповая схема конечного типа над полем k характеристики нуль гладка над k. Групповая схема конечного типа над любым полем k гладка над k тогда и только тогда, когда она геометрически приведена, что означает, что смена баз {\displaystyle G_{\overline {k}}} является приведённой, где {\displaystyle {\overline {k}}} является алгебраическим замыканием поля k.
Поскольку аффинная схема X определяется её кольцом O(X) регулярных функций, схема аффинной группы G над полем k определена кольцом O(G) с его структурой алгебры Хопфа (возникающей из умножения и обратных отображений на G). Это даёт эквивалентность категорий (обращённые стрелки) между групповыми схемами над k и коммутативными алгебрами Хопфа над k. Например, алгебра Хопфа, соответствующая мультипликативной группе {\displaystyle G_{m}=GL(1)}, является кольцом многочленов Лорана {\displaystyle k[x,x^{-1}]} с коумножением, заданным выражением
{\displaystyle x\mapsto x\otimes x.}

### Основные понятия
Для линейной алгебраической группы G над полем k единичная компонента Go (связная компонента, содержащая точку 1) является нормальной подгруппой с конечным индексом. Таким образом, есть расширение группы
{\displaystyle 1\to G^{\circ }\to G\to F\to 1,}
где F является конечной алгебраической группой. (Для алгебраически замкнутого k F может быть идентифицирован абстрактной конечной группой.) Ввиду этого изучение алгебраических групп большей частью фокусируется на связные группы.
Различные понятия из абстрактной теории групп могут быть распространены на линейные алгебраические группы. Достаточно просто определить, что означает для линейной алгебраической группы быть коммутативной, нильпотентной или разрешимой по аналогии с определениями в абстрактной теории групп. Например, линейная алгебраическая группа разрешима, если она имеет композиционный ряд линейных алгебраических подгрупп таких, что факторгруппы коммутативны. Также нормализатор, центр и централизатор замкнутой подгруппы H линейной алгебраической группы G естественным образом понимается как замкнутая групповая подсхема группы G. Если они гладки над k, то они являются линейными алгебраическими группами как определено выше.
Можно задать вопрос, насколько свойства связной линейной алгебраической группы G над полем k определяются абстрактной группой G(k). Полезным результатом в этом направлении является то, что если поле k совершенно (например, характеристики нуль), или если группа G редуктивна (как определено ниже), то G унирациональна над k. Поэтому если вдобавок k бесконечно, группа G(k) плотна по Зариски в G. Например, при приведённых предположениях, G коммутативна, нильпотентна или разрешима тогда и только тогда, когда G(k) имеет соответствующее свойство.
Предположение связности не может быть опущено в этих результатах. Например, положим, что G является группой {\displaystyle \mu _{3}\subset GL(1)} кубических корней единицы над рациональными числами {\displaystyle \mathbb {Q} }. Тогда G является линейной алгебраической группой над {\displaystyle \mathbb {Q} }, для которой {\displaystyle G(\mathbb {Q} )=1} не плотная по Зариски в G, поскольку {\displaystyle G({\overline {\mathbb {Q} }})} является группой порядка 3.
Над алгебраически замкнутым полем, имеется более строгий результат об алгебраических группах как алгебраических многообразиях — любая линейная алгебраическая группа над алгебраически замкнутым полем является рациональным многообразием.

## Алгебра Ли алгебраической группы
Алгебра Ли {\displaystyle {\mathfrak {g}}} алгебраической группы G может быть определена несколькими эквивалентными способами — как касательное пространство {\displaystyle T_{1}(G)} к нейтральному элементу {\displaystyle 1\in G(k)} или как пространство левоинвариантных дифференциалов. Если k алгебраически замкнуто, дифференциал {\displaystyle D\colon O(G)\to O(G)} над k координатного кольца группы G является левоинвариантным, если
{\displaystyle D\lambda _{x}=\lambda _{x}D}
для любого x из G(k), где {\displaystyle \lambda _{x}\colon O(G)\to O(G)} порождено левым умножением на x. Для произвольного поля k левоинвариантный дифференциал определяется как аналог равенства двух линейных отображений {\displaystyle O(G)\to O(G)\otimes O(G)}. Скобка Ли двух дифференциалов определяется как {\displaystyle [D_{1},D_{2}]=D_{1}D_{2}-D_{2}D_{1}}.
Переход от G к {\displaystyle {\mathfrak {g}}} является процессом дифференцирования. Для элемента {\displaystyle x\in G(k)} производная в {\displaystyle 1\in G(k)} отображения сопряжения {\displaystyle G\to G,g\mapsto xgx^{-1}} есть автоморфизм {\displaystyle {\mathfrak {g}}}, дающий присоединённое представление:
{\displaystyle \operatorname {Ad} \colon G\to \operatorname {Aut} ({\mathfrak {g}}).}
Над полем характеристики ноль связная подгруппа H линейной алгебраической группы G единственным образом определяется её алгеброй Ли {\displaystyle {\mathfrak {h}}\subset {\mathfrak {g}}}. Однако не любая подалгебра Ли {\displaystyle {\mathfrak {g}}} соответствует алгебраической подгруппе G, как можно видеть из примера тора {\displaystyle G=(G_{m})^{2}} над {\displaystyle \mathbb {C} }. В положительной характеристике может быть много различных связных подгрупп группы G с той же алгеброй Ли (снова, тор {\displaystyle G=(G_{m})^{2}} даёт пример). По этой причине, хотя алгебра Ли алгебраической группы важна, структурная теория алгебраических групп требует более глобальных средств.

## Полупростые и унипотентные элементы
Для алгебраически замкнутого поля k матрица g из GL(n,k) называется полупростой, если она диагонализируема, и унипотентна, если матрица g − 1 нильпотентна. Эквивалентно, g унипотентна, если все собственные значения g равны 1. Из жордановой нормальной формы для матриц следует, что любой элемент g группы GL(n,k) может быть записан единственным образом как произведение {\displaystyle g=g_{ss}g_{u}}, такое что {\displaystyle g_{ss}} полупроста, {\displaystyle g_{u}} унипотентна, а кроме того, {\displaystyle g_{ss}} и {\displaystyle g_{u}} коммутируют друг с другом.
Говорят для любого поля k, что элемент g группы GL(n,k) полупрост, если он становится диагонализируемым над алгебраическим замыканием поля k. Если поле k совершенно, то полупростые и унипотентные части элемента g также лежат в {\displaystyle GL(n,k)}. Наконец, для любой линейной алгебраической группы {\displaystyle G\subset GL(n)} над полем k определим k-точку группы G как полупростую или унипотентную, если она полупроста или унипотентна в {\displaystyle GL(n,k)}. (Эти свойства, фактически, независимы от выбора точного представления G.) Если поле k совершенно, то полупростые и унипотентные части k-точки группы G автоматически лежат в G. То есть (разложение Жордана) любой элемент g группы G(k) может быть единственным образом записан как произведение {\displaystyle g=g_{ss}g_{u}} в G(k) так, что элемент {\displaystyle g_{ss}} полупрост, {\displaystyle g_{u}} унипотентен, а кроме того, {\displaystyle g_{ss}} и {\displaystyle g_{u}} коммутируют. Это сводит задачу описания классов сопряжённости в G(k) к полупростым и унипотентным случаям.

## Торы
Тор над алгебраически замкнутым полем k означает группу, изоморфную {\displaystyle (G_{m})^{n}}, произведению n копий мультипликативной группы над k для некоторого натурального n. Для линейной алгебраической группы G термин максимальный тор в G означает тор в G, не содержащийся ни в каком другом большем торе. Например, группа диагональных матриц в GL(n) над k является максимальным тором в GL(n), изоморфным {\displaystyle (G_{m})^{n}}. Основным результатом теории является то, что любых два максимальных тора в группе G над алгебраически замкнутым полем k сопряжены некоторым элементом из G(k). Термин ранг группы G означает размерность любого максимального тора.
Для произвольного поля k тор T над k означает линейную алгебраическую группу над k, замена базы которой {\displaystyle T_{\overline {k}}} в алгебраическое замыкание поля k изоморфно {\displaystyle (G_{m})^{n}} над {\displaystyle {\overline {k}}} для некоторого натурального n. Расщепимый тор над k означает группу, изоморфную {\displaystyle (G_{m})^{n}} над k для некоторого n. Примером нерасщепимого тора над вещественными числами {\displaystyle \mathbb {R} } служит
{\displaystyle T=\{(x,y)\in A_{\mathbf {R} }^{2}:x^{2}+y^{2}=1\},}
со структурой группы, заданной формулой для умножения комплексных чисел x+iy. Здесь T является тором размерности 1 над {\displaystyle \mathbb {R} }. Он нерасщепим, поскольку группа вещественных точек {\displaystyle T(\mathbb {R} )} является циклической группой, которая не изоморфна даже как абстрактная группа {\displaystyle G_{m}(\mathbb {R} )=\mathbb {R} ^{\ast }}.
Любая точка тора над полем k полупроста. Обратно, если G является связной линейной алгебраической группой, такой, что любой элемент {\displaystyle G({\overline {k}})} полупрост, тогда G является тором.
Для линейной алгебраической группы G над полем общего вида k нельзя ожидать, чтобы все максимальные торы в G над k были сопряжены элементом из G(k). Например, и мультипликативная группа Gm, и циклическая группа T выше появляются как максимальные торы в SL(2) над {\displaystyle \mathbb {R} }. Однако всегда верно, что любые два максимальных расщеплённых тора в G над k (что означает расщеплённые торы в G, не содержащиеся в бо́льших расщеплённых торах) сопряжены некоторым элементом из G(k). Как результат, имеет смысл определить  k-ранг или ранг расщепления группы G над k как размерность любого максимального расщеплённого тора в G над k.
Для любого максимального тора T в линейной алгебраической группе G над полем k Гротендик показал, что {\displaystyle T_{\overline {k}}} является максимальным тором в {\displaystyle G_{\overline {k}}}. Из этого следует, что любые два максимальных тора в G над полем k имеют одинаковую размерность, хотя могут и быть не изоморфны.

## Унипотентные группы
Пусть {\displaystyle U_{n}} будет группой верхнетреугольных матриц в {\displaystyle GL(n)} над полем k с единичными диагональными элементами. Групповая схема над полем k (например, линейная алгебраическая группа) называется унипотентной, если она изоморфна замкнутой групповой подсхеме {\displaystyle U_{n}} для некоторого n. Легко проверить, что группа {\displaystyle U_{n}} нильпотентна. Как результат, любая схема унипотентной группы нильпотентна.
Линейная алгебраическая группа G над полем k унипотентна тогда и только тогда, когда любой элемент группы {\displaystyle G({\overline {k}})} унипотентен.
Группа {\displaystyle B_{n}} верхнетреугольных матриц в {\displaystyle GL(n)} является полупрямым произведением
{\displaystyle B_{n}=T_{n}\ltimes U_{n},}
где {\displaystyle T_{n}} является диагональным тором {\displaystyle (G_{m})^{n}}. Более обще, любая связная разрешимая линейная алгебраическая группа является полупрямым произведением тора на унипотентную группу {\displaystyle T\ltimes U}.
Гладкая связная унипотентная группа над совершенным полем k (например, алгебраически замкнутым полем) имеет композиционный ряд со всеми факторгруппами, изоморфными аддитивной группе {\displaystyle G_{a}}.

## Подгруппы Бореля
Подгруппы Бореля важны для структурной теории линейных алгебраических групп. Для линейной алгебраической группы G над алгебраически замкнутым полем k, подгруппа Бореля группы G означает максимальную связную разрешимую подгруппу. Например, одной из подгрупп Бореля группы {\displaystyle GL(n)} является подгруппа B группы верхнетреугольных матриц (все элементы ниже диагонали равны нулю).
Базовым результатом теории является то, что любые две подгруппы Бореля связной группы G над алгебраически замкнутым полем k сопряжены некоторым элементом из G(k). (Стандартное доказательство использует теорему Бореля о неподвижной точке: Если связная разрешимая группа G действует на собственное многообразие X над алгебраически замкнутым полем k, существует k-точка в X, остающаяся неподвижной под действием группы G.) Сопряжение подгрупп Бореля в GL(n) равносильно теореме Ли–Колчина — любая гладкая связная разрешимая подгруппа группы GL(n) сопряжена с подгруппой верхнетреугольной подгруппы в GL(n).
Для произвольного поля k подгруппа Бореля B группы G определяется как подгруппа над k такая, что над алгебраическим замыканием {\displaystyle {\overline {k}}} поля k {\displaystyle B_{\overline {k}}} является подгруппой Бореля группы {\displaystyle G_{\overline {k}}}. Тогда группа G может иметь, а может и не иметь подгруппу Бореля над k.
Для замкнутой групповой подсхемы H группы G факторпространство G/H является гладкой квазипроективной схемой над k. Гладкая подгруппа P связной группы G называется параболической, если G/P является проективным многообразием над k (или эквивалентно, собственной над k). Важным свойством подгруппы Бореля B является то, что G/B является проективным многообразием, называемым многообразием флагов группы G. То есть, подгруппы Бореля являются параболическими подгруппами. Более точно, для алгебраически замкнутого поля k подгруппы Бореля являются в точности минимальными параболическими подгруппами группы G. В обратную сторону, любая подгруппа, содержащая подгруппу Бореля, является параболической. Таким образом, можно перечислить все параболические подгруппы группы G (с точностью до сопряжённости из G(k)) путём перечисления всех линейных алгебраических подгрупп группы G, которые содержат фиксированную подгруппу Бореля. Например, подгруппы {\displaystyle P\subset GL(3)} над k, которые содержат подгруппу Бореля B верхнетреугольных матриц, включают саму подгруппу B, всю группу GL(3) и промежуточные подгруппы
{\displaystyle \left\{{\begin{bmatrix}*&*&*\\0&*&*\\0&*&*\end{bmatrix}}\right\}} и {\displaystyle \left\{{\begin{bmatrix}*&*&*\\*&*&*\\0&0&*\end{bmatrix}}\right\}.}
Соответствующие проективные однородные пространства {\displaystyle GL(3)/P}, это (соответственно): многообразие флагов всех цепочек линейных подпространств
{\displaystyle 0\subset V_{1}\subset V_{2}\subset A_{k}^{3}}
с {\displaystyle V_{i}} размерности i; точкой; проективным пространством {\displaystyle \mathbb {P} _{2}} прямых (одномерных векторных подпространств) в {\displaystyle A_{3}} и двойственным проективным пространством {\displaystyle \mathbb {P} _{2}} плоскостей в {\displaystyle A_{3}}.

## Полупростые и редуктивные группы
Связная линейная алгебраическая группа G над алгебраически замкнутым полем называется полупростой, если любая гладкая связная разрешимая нормальная подгруппа группы G тривиальна. Более обще, связная линейная алгебраическая группа G над алгебраически замкнутым полем называется редуктивной, если любая гладкая связная унипотентная нормальная подгруппа группы G тривиальна. (Некоторые авторы не требуют, чтобы редуктивные группы были связными.) Полупростая группа редуктивна. Группа G над произвольным полем k называется полупростой или редуктивной, если {\displaystyle G_{\overline {k}}} полупроста или редуктивна. Например, группа {\displaystyle SL(n)} {\displaystyle n\times n} матриц с определителем 1 над любым полем k полупроста, в то время как нетривиальный тор редуктивен, но не полупрост. Аналогично, группа {\displaystyle GL(n)} редуктивна, но не полупроста (поскольку её центр {\displaystyle G_{m}} является нетривиальной гладкой связной разрешимой нормальной подгруппой).
Любая компактная связная группа Ли имеет комплексификацию, которая является комплексной редуктивной алгебраической группой. Фактически данное построение даёт один в один соответствие между компактными связными группами Ли и комплексными редуктивными группами с точностью до изоморфизма.
Линейная алгебраическая группа G над полем k называется простой (или k-простой), если она является полупростой, нетривиальной, и любая гладкая связная нормальная подгруппа группы G над k является тривиальной или равной G. (Некоторые авторы называют такие группы «почти простыми».) Это слегка отличается от терминологии абстрактных групп в том, что простая алгебраическая группа может иметь нетривиальный центр (хотя центр должен быть конечным). Например, для любого целого n, не меньшего 2, и любого поля k группа {\displaystyle SL(n)} над k проста, а её центр является групповой схемой {\displaystyle \mu _{n}} корней n-ой степени из единицы.
Любая связная линейная алгебраическая группа G над совершенным полем k является (единственным образом) расширением редуктивной группы R по гладкой связной унипотентной группе U, называемой унипотентным радикалом группы G:
{\displaystyle 1\to U\to G\to R\to 1.}
Если k имеет характеристику нуль, то имеется более точное разложение Леви — любая связная линейная алгебраическая группа G над k является полупрямым произведением {\displaystyle R\ltimes U} редуктивной группы на унипотентную группу.

## Классификация редуктивных групп
Редуктивные группы включают, на практике, наиболее важные линейные алгебраические группы, такие как классические группы: {\displaystyle GL(n),SL(n)}, ортогональные группы SO(n) и симплектические группы Sp(2n). С другой стороны, определение редуктивных групп является «отрицательным» и непонятно, что можно ожидать от них. Шевалле дал полную классификацию редуктивных групп над алгебраически замкнутым полем — они определяются корневыми данными. В частности, простые группы над алгебраически замкнутым полем k классифицируются (с точностью до фактора по конечным центральным групповым подсхемам) их диаграммами Дынкина. Поразительно, но эта классификация не зависит от характеристики k. Например, исключительные группы Ли {\displaystyle G_{2},F_{4},E_{6},E_{7},E_{8}} могут быть определены в любой характеристике (и даже для любой групповой схемы над {\displaystyle \mathbb {Z} }). Классификация простых конечных групп говорит, что большинство конечных простых групп возникакет как группа k-точек простой алгебраической группы над конечным полем k или как вариации такого построения.
Любая редуктивная группа над полем является фактором по конечной центральной групповой схеме произведения тора и некоторых простых групп. Например,
{\displaystyle GL(n)\cong (G_{m}\times SL(n))/\mu _{n}.}
Для произвольного поля k редуктивная группа G называется расщепляемой, если она содержит максимальный расщепимый тор над k (то есть расщепимый тор в G, который остаётся максимальным над алгебраическим замыканием поля k). Например, GL(n) является расщепимой редуктивной группой над любым полем k. Шевалле показал, что классификация расщепимых редуктивных групп та же самая над любым полем. В отличие от этого, классификация произвольных редуктивных групп может оказаться трудной в зависимости от базового поля. Например, любая невырожденная квадратичная форма q над полем k определяет редуктивную группу SO(q), а любая центральная простая алгебра A над k определяет редуктивную группу {\displaystyle SL_{1}(A)}. Как результат, задача классификации редуктивных групп над k, по существу, включает задачу классификации всех квадратичных форм над k или всех центральных простых алгебр над k. Эти задачи просты для алгебраически замкнутого k, и они понятны для некоторых других полей, таких как числовые поля, однако для полей произвольного вида есть много открытых вопросов.

## Приложения

### Теория представлений
Одна из причин важности редуктивных групп приходит из теории представлений. Любое неприводимое представление унипотентной группы тривиально. Более обще, для любой линейной алгебраической группы G записанной как расширение
{\displaystyle 1\to U\to G\to R\to 1}
с унипотентной U и редуктивной R, любое неприводимое представление группы G пропускается через R. Это фокусирует внимание на теорию представлений редуктивных групп. (Для ясности, представления, рассматриваемые здесь, являются представлениями группы G как алгебраической группы. Тогда для группы G над полем k представления являются представлениями на k-векторных пространствах, а действия группы G задаются регулярными функциями. Важная, но совершенно другой задачей является классификация непрерывных представлений группы {\displaystyle SL(2,\mathbb {R} )} для вещественной редуктивной группы G и другие похожие проблемы над другими полями.)
Шевалле показал, что неприводимые представления расщепимой редуктивной группы над полем k имеют конечную размерность и индексируются доминирующими весами. Это точно то же, что и в теории представлений компактных связных групп Ли или конечномерной теории представлений комплексных полупростых групп Ли. Для k характеристики нуль все эти теории, по существу, эквивалентны. В частности, любое представление редуктивной группы G над полем характеристики нуль является прямой суммой неприводимых представлений, и если группа G расщепима, характеры неприводимых представлений задаются формулой Вейля для характеров. Теоерма Бореля — Вейля даёт геометрическое построение неприводимых представлений редуктивной группы G в характеристике нуль как пространств секций линейного расслоения над многообразием флагов G/B.
Представления редуктивных групп (отличных от торов) над полем положительной характеристики p существенно менее изучены. В этой ситуации представление не обязательно является прямой суммой неприводимых представлений. И хотя неприводимые представления индексируются доминирующими весами, размерности и характеры неприводимых представлений известны только в некоторых случаях. Андерсен, Янтцен и Сёргел определили эти характеры (доказав гипотезу Люстига), когда характеристика p достаточно велика по отношению к числу Коксетера группы. Для малых простых p нет даже гипотезы.

### Действия группы и теория геометрических инвариантов
Действие групповой схемы линейной алгебраической группы G на многообразии (или схеме) X над полем k является морфизмом
{\displaystyle G\times _{k}X\to X}
который удовлетворяет аксиомам действия группы. Как в других типах теории групп важно изучать действия группы, поскольку группы возникают естественным образом как симметрии геометрических объектов.
Часть теории действий группы является теорией геометрических инвариантов, целью которой является построение фактормногообразия X/G, описывающего множество орбит линейной алгебраической группы G на X как алгебраическое многообразие. Возникают разнообразные трудности. Например, если X является аффинным многообразием, можно попытаться построить X/G как спектр кольца инвариантов {\displaystyle O(X)^{G}}. Однако Масаёси Нагата показал, что кольцо инвариантов не будет конечно генерируемым как k-алгебра (а потому спектр кольца будет схемой, но не многообразием), что даёт отрицательный ответ на четырнадцатую проблему Гильберта. В положительном направлении, кольца инвариантов конечно генерируемы по теореме Хэбауша, если G редуктивна, что доказали в характеристике нуль Гильберт и Нагата.
Теория геометрических инвариантов испытывает дополнительные тонкие моменты, когда редуктивная группа G действует на проективном многообразии X. В частности, теория определяет открытые подмножества «стабильных» и «полустабильных» точек из X с факторным морфизмом, определённым только на множестве полустабильных точек.

## Связанные понятия
Линейные алгебраические группы позволяют вариации в нескольких направлениях. Если опустить требование существования обратного отображения {\displaystyle i\colon G\to G}, получаем понятие линейного алгебраического моноида.

### Группы Ли
Для линейной алгебраической группы G над полем вещественных чисел {\displaystyle \mathbb {R} } группа вещественных точек {\displaystyle SL(2,\mathbb {R} )} является группой Ли главным образом потому, что вещественные многочлены, которые описывают умножение в G, являются гладкими функциями. Аналогично, для алгебраической группы G над {\displaystyle C,SL(2,\mathbb {C} )} является комплексной группой Ли. Большая часть теории алгебраических групп разработана по аналогии с группами Ли.
Есть несколько причин почему группа Ли может не иметь структуру линейной алгебраической группы над {\displaystyle \mathbb {R} }.
- Группа Ли с бесконечной группой компонент G/Go не может быть реализована как линейная алгебраическая группа.
- Алгебраическая группа G над {\displaystyle \mathbb {R} } может быть связной как алгебраическая группа, в то время как группа Ли {\displaystyle SL(2,\mathbb {R} )} несвязна, как для односвязных групп. Например, алгебраическая группа SL(2) односвязна над любым полем, если группа Ли {\displaystyle SL(2,\mathbb {R} )} имеет фундаментальную группу, изоморфную целым числам {\displaystyle \mathbb {Z} }. Двойное накрытие H группы {\displaystyle SL(2,\mathbb {R} )}, известное как метаплектическая группа[англ.], является группой Ли которую нельзя рассматривать как линейную алгебраическую группу над {\displaystyle \mathbb {R} }. Более строго, H не имеет конечномерного точного представления.
- Анатолий И. Мальцев показал, что любая простая односвязная нильпотентная группа Ли может рассматриваться как унипотентная алгебраическая группа G над {\displaystyle \mathbb {R} } единственным образом[30]. (Как многообразие, G изоморфна аффинному пространству некоторой размерности над {\displaystyle \mathbb {R} }.) В качестве контраста, имеются односвязные разрешимые группы Ли, которые не могут рассматриваться как вещественные алгебраические группы. Например, универсальное накрытие H полупрямого произведения {\displaystyle S^{1}\ltimes \mathbb {R} ^{2}} имеет центр, изоморфный {\displaystyle \mathbb {Z} }, который не является линейной алгебраической группой, а потому H нельзя рассматривать как линейную алгебраическую группу над {\displaystyle \mathbb {R} }.

### Абелевы многообразия
Алгебраические группы, не являющиеся аффинными, ведут себя очень по-разному. В частности, гладкая связная групповая схема, являющаяся проективным многообразием над полем, называется абелевым многообразием. В отличие от линейных алгебраических групп любое абелево многообразие коммутативно. Тем не менее, абелевы многообразия имеют богатую теорию. Даже случай эллиптических кривых (абелевы многообразия размерности 1) является центральным в теории чисел и имеет приложения, включающие доказательство великой теоремы Ферма.

### Таннакиевы категории
Конечномерные представления алгебраической группы G вместе с тензорным произведением представлений образуют таннакиеву категорию RepG. Фактически, таннакиевы категории с «функтором слоя» над полем эквивалентны аффинным групповым схемам. (Любая групповая аффинная схема над полем k является проалгебраической в смысле, что она является проективным пределом аффинных групповых схем конечного типа над k). Например, группа Мамфорда – Тейта и мотивная группа Галуа строятся с помощью такого формализма. Некоторые свойства (про-)алгебраической группы G могут быть получены из её категории представлений. Например, над полем характеристики нуль RepG является полупростой категорией тогда и только тогда, когда единичная компонента группы G является проприводимой.